# 로파지시

시 문장

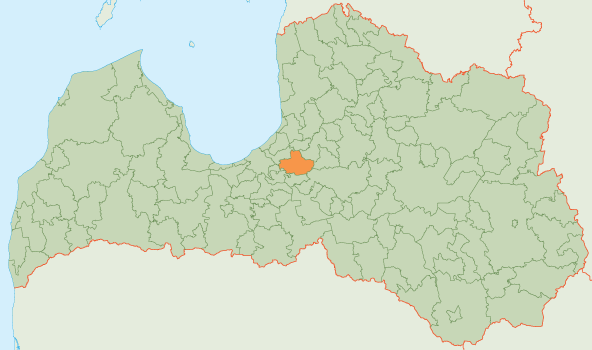
로파지 시의 위치

로파지시(라트비아어: Ropažu novads)는 라트비아의 지방 자치체로 행정 중심지는 로파지이며 면적은 322km2, 인구는 6,832명(2009년 기준), 인구 밀도는 21명/km2이다.